# ريكاردو عباد
ريكاردو عباد (بالإسبانية: Ricardo Abad)‏ هو منافس ألعاب قوى إسباني، ولد في 8 يناير 1971 في Tafalla ‏ في إسبانيا.

## وصلات خارجية
- ريكاردو عباد على موقع الاتحاد الألماني للألترا ماراثون (الإنجليزية)